# Polskie Stowarzyszenie Hodowców Osłów
Polskie Stowarzyszenie Hodowców Osłów Na Rzecz Rozwoju Hodowli i Onoterapii – polskie stowarzyszenie branżowe zrzeszające hodowców osłów i mułów z siedzibą w Lubachowie.
Stowarzyszenie zostało zarejestrowane 28 marca 2013. Główne cele organizacji to:
- organizacja, popularyzacja, rozwój hodowli osłów w Polsce,
- reprezentowanie interesów polskich hodowców osłów na terenie kraju i za granicą,
- wspomaganie i promowanie chowu mułów na terenie kraju i za granicą,
- promowanie problematyki hodowli osłów i onoterapii w środowisku weterynaryjnym i naukowym,
- podejmowanie działań na rzecz promocji i rozwoju onoterapii w Polsce,
- działanie na rzecz rozwoju turystyki, agroturystyki, rozwijanie i umacnianie postaw nastawionych na aktywne spędzanie wolnego czasu np. poprzez wędrówki z osłami, czy zajęcia sportowe z osłami,
- popularyzowanie idei hodowli i onoterapii w społeczeństwie,
- działalność szkoleniowa, edukacyjna i oświatowa[1].

Prezesem stowarzyszenia jest Krzysztof Słupski (2017).